# Вельбель, Бенцион Моисеевич
Бенцион Моисеевич Вельбель (1868—1920) — российский агрохимик.
Руководил химическими лабораториями двух старейших сельскохозяйственных опытных станций — Плотянской (1900—1910) и Полтавской (1910—1912), принимал участие в организации Воронежской сельскохозяйственой опытной станции (1914), в последние годы жизни заведовал Вейделевским опытным полем в Воронежской губернии. 
Вельбель выполнил ряд работ по динамике питательных веществ, главным образом нитратов, под влиянием различных способов культуры почвы. Работы Вельбеля по нитрификации в почве начали собой ряд исследований русских опытных учреждений в этой области. 
Вельбель написал большое число работ, напечатанных в «Отчетах» и «Трудах» указанных учреждений за соответствующие годы; кроме того — ряд научных и научно-популярных статей в «Журнале Опытной Агрономии» (1910—1912), «Записках Общества Сельского Хозяйства Юга России» (1903—1909), «Хозяйстве» (1908—10) и «Хуторянине» (1910—1912).